# Missal de Constança
El Missal de Constança és un incunable imprès el 1449 o 1450 per Johannes Gutenberg, considerat per diverses fonts com el primer a haver estat imprès a una impremta de tipus mòbils. Gutenberg va formar una societat amb Johann Fust, un prestador i editor alemany qui li va finançar el seu taller tipogràfic. Només se'n conserven tres exemplars al món.